# 山本凱
山本 凱(やまもと かい、2000年3月17日 - ）は、ジャパンラグビーリーグワン東京サントリーサンゴリアスに所属するラグビーユニオン選手。

## プロフィール
- 神奈川県横浜市出身。
- ポジションはフランカー(FL)、ナンバーエイト(No8)。
- 身長：177 cm、体重：98 kg
- 玉川学園小学部→慶應義塾中等部→慶應義塾高等学校→慶應義塾大学経済学部[1][2]
- ジュニア・ジャパンに選ばれたことがある。
- U20日本代表に選ばれたことがある[3]。
- 日本代表キャップは1。（2024年6月22日現在）
- バーバリアンズに選ばれたことがある[4][5]。

## 略歴
2018年、慶應義塾高等学校を卒業後、慶應義塾大学に入学。なお高校時代、高校日本代表に選ばれたことがある。
2021年、慶應義塾體育會蹴球部の副将に就任。
2022年、東京サントリーサンゴリアスに加入。同年4月24日に行われたJAPAN RUGBY LEAGUE ONE第14節ブラックラムズ東京戦にて先発出場で公式戦初出場を果たした。
2023年5月28日、バーバリアンズに招待され、世界選抜（WORLD XV）と対戦。背番号7番でフル出場した。
2024年6月22日に行われたリポビタンDチャレンジカップ2024イングランド戦にて途中出場で日本代表初キャップ獲得。

## 受賞歴
- 2022ゴールデンショルダー (DIVISION 1)
- 2022-23ゴールデンショルダー (DIVISION 1)